# ماريا سميرنوفا
ماريا فاسيليفنا سميرنوفا (بالروسية: Мария Васильевна Смирнова؛ 31 مارس 1920 - 10 يوليو 2002) كانت قائدة سرب في فوج حرس تامان الجوي للقاذفات الليلية السادس والأربعون (الملقب باسم "ساحرات الليل") التابع للقوات الجوية السوفيتية خلال الحرب العالمية الثانية. لأعمالها خلال الحرب، مُنحّت لقب بطلة الاتحاد السوفيتي في 26 أكتوبر 1944.

## حياة المبكرة
وُلدّت سميرنوفا في 31 مارس 1920 لعائلة من الفلاحين الكاريليين في قرية فوروبيوفو. بعد التحاقها بمدرسة في قريتها حتى سن الثالثة عشرة، انتقلت إلى مدينة كالينين (تفير) ، حيث درست في مدرسة ليخوسلافل التربوية لمدة ثلاث سنوات وتخرجت في 1936 قبل أن تعمل لفترة وجيزة كمُدرسة في بلايوزهي. ثم انتقلت إلى كالينين، حيث تدربت في نادي طيران المحلي بالإضافة إلى تدريسها لرياض الأطفال. بعد فترة وجيزة من تخرجها من التدريب على الطيران في 1939 باعتبارها الطالبة العسكرية الوحيدة في صفها، توقفت عن العمل كمدرسة في مارس 1940 لتصبح مدربة طيران بدوام كامل في نادي الطيران.

## خلال الحرب العالمية الثانية
بعد عدة أشهر من الغزو الألماني للاتحاد السوفيتي، تطوعّت سميرنوفا للانضمام إلى مجموعة الطيران النسائية التي أسستها مارينا راسكوفا. بعد الانتهاء من التدريب الأولي في مدرسة إنجلز للطيران العسكري في فبراير 1942، تعيّنت في فوج الطيران الليلي 588 والذي تمركز في الجبهة الحربية في مايو 1942 كنائبة قائد سرب؛ أُعيدت تسمية الوحدة في فبراير 1943 باسم فوج حرس القاذفات الليلية السادس والأربعين. لاحقاً، ترقت إلى منصب قائدة سرب في أغسطس 1943 وهو المنصب الذي أخذته على محمل الجد. فهناك، سرعان ما اكتسبت سمعة في الحفاظ على الانضباط الصارم بين مرؤوسيها. في 22 سبتمبر 1943 أصبحت أول عضوة في الفوج نُحقق إجمالي 500 طلعة جوية. وفي وقت سابق من ذلك الشهر، ترشحّت للحصول على لقب بطل الاتحاد السوفيتي بعد أن أكملت 441 طلعة جوية ولكن ترشيحها رُفض وحصلت في النهاية على وسام ألكسندر نيفسكي بدلاً من ذلك، مما جعلها هي ورفيقها يفدوكيا نيكولينا (قائدة سرب زميلة كانت قد حصلت أيضاً على الوسام في نفس التاريخ) أول امرأتين تحصلان عليه. بعد أقل من في أغسطس 1944، ترشحّت للحصول على اللقب مرة أخرى بإجمالي 805 طلعة جوية، مما أدى إلى منحها اللقب في 26 أكتوبر 1944. بحلول نهاية الحرب بلغ مجموع طلعاتها 935 طلعة جوية على بي أو-2 وأسقطت 118 طناً من القنابل على أهداف العدو.

## حياتها المدنية
في مارس 1945، أُرسلت بيرشانسكايا سميرنوفا ورفيقها ريابوفا لزيارة أكاديمية جوكوفسكي للقوات الجوية، لكن لم يحضرا بعد أن أثناهما مدير المدرسة بشدة عن الحضور وأخبرهما أنه يجب عليهما السعي للحصول على وظائف مدنية بدلاً من ذلك. بعد حل الفوج في أكتوبر 1945، تركت سميرنوفا الجيش، بعد أن أعلنت لجنة طبية أنها غير صالحة للبقاء طياراً. وسرعان ما تزوجت زميلها المخضرم، الملاح نيكولاي ليوبيموف. كان للزوجين ابنتان - ناتاليا وتاتيانا. بعد تخرجها من مدرسة تامبوف الحزبية في 1954 عملت لفترة وجيزة كمدربة سياسية لقسم الدعاية بلجنة حزب تامبوف قبل أن تنتقل إلى لجنة حزب مقاطعة بوشخوني فولودارسكي، حيث ظلت هناك حتى 1955. بعد انتقالها إلى كالينين (تفير) في 1956 عملت في البداية كمديرة لروضة أطفال قبل أن تتولى وظيفة في لجنة الحزب الإقليمية. عملت لاحقاً لفترة وجيزة كمهندسة في قسم شؤون الموظفين في مجلس كالينين الاقتصادي ولكن بعد حل جميع المجالس الاقتصادية في الاتحاد السوفيتي، عملت كرئيسة لقسم شؤون الموظفين في أحد المصانع حتى 1972. بالإضافة إلى كونها عضواً في الحزب الشيوعي كانت عضواً في مجلس قدامى المحاربين. وتوفيت في 10 يوليو 2002 في تفير ودُفنت في مقبرة دميتروفو تشيركاسكي.

## الأوسمة والتكريم
- بطل الاتحاد السوفيتي (26 أكتوبر 1944)
- وسام لينين (26 أكتوبر 1944)
- ثلاثة أوسمة للراية الحمراء (9 سبتمبر 1942 و26 أبريل 1944 و15 يونيو 1945)
- وسام ألكسندر نيفسكي (25 أكتوبر 1943)
- وسام الحرب الوطنية من الدرجة الأولى (11 مارس 1985)
- وسامان للنجمة الحمراء (27 أبريل 1943)
- ميداليات الحملة العسكرية ويوبيل الحرب[7]

### منشورات
- Simonov، Andrey؛ Chudinova، Svetlana (2017). Женщины - Герои Советского Союза и России [Women - Heroes of the Soviet Union and Russia]. Moscow: Russian Knights Foundation and Museum of Technology Vadim Zadorozhny. ISBN:9785990960701. OCLC:1019634607.
- Cottam، Kazimiera (1998). Women in War and Resistance: Selected Biographies of Soviet Women Soldiers. Newburyport, MA: Focus Publishing/R. Pullins Co. ISBN:1585101605. OCLC:228063546.
- Noggle، Anne (1994). A Dance With Death: Soviet Airwomen in World War II. College Station, TX: Texas A&M University Press. ISBN:0890966028. OCLC:474018127.
- Rakobolskaya، Irina؛ Kravtsova، Natalya (2005). Нас называли ночными ведьмами: так воевал женский 46-й гвардейский полк ночных бомбардировщиков [We were called night witches: this is how the female 46th Guards regiment of night bombers fought]. Moscow: University of Moscow Press. ISBN:5211050088. OCLC:68044852.